# Karlheinz Kasper
 Karlheinz Kasper (* 2. Januar 1933 in Lippehne, Neumark) ist ein deutscher Slawist.

## Leben und Wirken
Karlheinz Kasper, Sohn eines Tabakwarenhändlers, besuchte die Gymnasien in Pyritz (Pommern) und Itzehoe (Schleswig-Holstein) und machte 1950 an der Aufbauschule Werneuchen (Brandenburg) das Abitur. Von 1950 bis 1954 studierte er an der Pädagogischen Hochschule Potsdam Slawistik und Germanistik für das Lehramt in Russisch und Deutsch (Oberstufe). Darauf folgten eine zweijährige planmäßige wissenschaftliche Aspirantur und ein postgraduales Studium der Bulgaristik an der Humboldt-Universität Berlin. Hier wurde er 1958 bei Hans Holm Bielfeldt mit der Dissertationsschrift „Die Predigtliteratur der Kiever Rus´ als Spiegel der Zeit“ zum Dr. phil. promoviert. 1967 habilitierte er sich an der Philosophischen Fakultät der Friedrich-Schiller-Universität Jena bei Harri Jünger mit der Habilitationsschrift „Der Erzähler in der russisch-sowjetischen kleinen Prosa (Povest´ und Erzählung) 1956–1966“  zum Dr. phil. habil. und erwarb die venia legendi.
Seine Lehrtätigkeit begann Kasper von 1954 bis 1958 als Aspirant, Assistent und Oberassistent am Slawischen Institut der Pädagogischen Hochschule Potsdam. Danach war er zwei Jahre Lehrer an der Kaufmännischen Berufsschule Potsdam-Babelsberg, bevor er 1960 eine Dozentur in der Abteilung Russische und Sowjetische Literatur am Pädagogischen Institut Leipzig antrat, das 1972 eine Pädagogische Hochschule wurde. Hier wurde er 1966 Leiter des Lehrstuhls Russisch und war von 1969 bis 1992 ordentlicher Professor für Russische und Sowjetische Literatur. Dabei war er von 1969 bis 1978 Direktor der Sektion Germanistik-Slawistik und von 1978 bis 1992 Leiter des Wissenschaftsbereichs Russische und Sowjetische Literatur.
Von 1966 bis 1992 wurde Kasper in mehrere zentrale Gremien berufen, darunter das Nationalkomitee der Lehrkräfte für russische Sprache und Literatur, das Forschungskollektiv Russische und Sowjetische Literatur im Zentralinstitut für Literaturgeschichte der Akademie der Wissenschaften der DDR, das Nationalkomitee der Slawisten der DDR und das Nationalkomitee für Literaturwissenschaft der DDR. Er war korrespondierendes Mitglied der Akademie der Pädagogischen Wissenschaften der DDR. 
Nach der Auflösung der Pädagogischen Hochschule Leipzig wurde Karlheinz Kasper von der Universität Leipzig übernommen, wo er bis zum Ruhestand 1998 eine Professur für „Ostslavische Literaturwissenschaft und Kulturgeschichte“ und zugleich ab 1993 die Leitung des gleichnamigen Lehrstuhls im neugegründeten Institut für Slavistik wahrnahm. Er leitete bis 1998 die Zweigstelle Leipzig der Deutschen Gesellschaft für Osteuropakunde und organisierte im März 1997 an der Universität die erste Jahrestagung der Gesellschaft in den neuen Bundesländern. Kasper hielt Vorlesungsreihen am Slavischen Seminar der Universität Mannheim (1992/93), an der Fakultät Sprach- und Literaturwissenschaften der Technischen Universität Dresden (1997/98) sowie Gastvorlesungen an den Universitäten in Köln, Bamberg, Regensburg, Jena, Frankfurt am Main und Zürich.
Der Schwerpunkt der Kasperschen Forschungsarbeit liegt in den Bereichen der russischen Literatur des 20. und 21. Jahrhunderts, des „Silbernen Zeitalters“, der russischen Prosa der 1920er Jahre und der jüngsten literarischen Prozesse sowie der Literaturtheorie und Poetik und bei Übersetzungen russischer Literatur ins Deutsche. Er hat ausgewählte Werke von Iwan Bunin, Leonid Andrejew, Jewgeni Samjatin, Artjom Wessjoly, Michail Soschtschenko, Dmitri Furmanow, Michail Prischwin, Boris Pasternak, Andrej Bitow und anderer sowie mehrere Anthologien russischer Prosa herausgebracht.

## Auszeichnungen
- 1975: Nationalpreis der DDR III. Klasse für Wissenschaft und Technik „für literaturwissenschaftlichen Leistungen auf dem Gebiet der Erschließung der russischen und sowjetischen Literatur“ (im Kollektiv)
- 1981: Verdienter Hochschullehrer der DDR[1]

## Schriften (Auswahl)
- Dmitri Furmanow. Verlag Sprache und Literatur, Halle 1962
- Sachwörterbuch für den Literaturunterricht Klassen 9 bis 12. Volk und Wissen, Berlin  1975
- Multinationale sowjetische Erzählung (1945–1975). Akademie-Verlag, Berlin 1978
- Die Serapionsbrüder von Petrograd. Junge Kunst im revolutionären Rußland. Verlag der Nation 1987, ISBN 978-3373001478
- Russische Prosa im 20. Jahrhundert. Eine Literaturgeschichte in Einzelporträts 1914–1934, Verl. Fink, München 1993 ISBN 978-3770527816 (Volltext online)
- Einzelkapitel in zahlreichen Sammelwerken
- Beiträge in wissenschaftlichen Zeitschriften und ca. 300 Rezensionen in verschiedenen Zeitungen